# Inside Me Inside You
Inside Me Inside You è un singolo del gruppo musicale britannico Echo & the Bunnymen, pubblicato nel 1992.
Fu il terzo e ultimo singolo ad essere distribuito dalla band con Noel Burke come cantante. Uscì su Euphoric Records sia come CD singolo (E002CD) che come 12 pollici (E002T).
Come il singolo precedente, Prove Me Wrong, non riuscì a entrare in classifica. La band si sarebbe divisa dopo la pubblicazione di questo singolo, con Will Sergeant e Ian McCulloch che si ricongiunsero come Electrafixion per un album, riformando infine gli Echo & the Bunnymen con Les Pattinson nel 1997.

## Tracce
1. Inside Me Inside You - 4:33
2. Wigged-Out World - 3:42

- Villiers Terrace.com – The Ultimate Echo and the Bunnymen Resource, su villiersterrace.com. URL consultato il 3 maggio 2008.